# Municipio Tinaquillo
Municipio Autónomo Tinaquillo (antes de 2011 denominado Falcón) es un municipio del Estado Cojedes en Venezuela, fundado bajo el nombre de Nuestra Señora del Socorro de Tinaquillo. Su fundación se dio un 25 de abril de 1760, dado que su llamado a «Recogimiento a Pueblo» corresponde a esta fecha. Cuenta con una población de 117 687 habitantes para el año 2023. Geográficamente se localiza en una altiplanicie a las orillas del río Tamanaco, a 420 m s. n. m. Tiene acceso a la red vial que la une con Valencia y Tinaco.
El municipio ha experimentado un notable crecimiento residencial e industrial debido a su proximidad con la ciudad de Valencia y su ubicación estratégica en la troncal 005, que lo conecta con el Estado Cojedes. Esta ubicación ha favorecido el establecimiento de industrias textiles, granjas de producción agropecuaria, así como actividades comerciales, bancarias, turísticas y mineras, consolidándose como una zona industrial.
En 1937, el hospital Joaquina de Rotondaro fue fundado por el doctor José Rafael Rotondaro, quien lo instaló en una casa donada por su madre, Joaquina de Rotondaro. En su honor, el centro de salud recibió su nombre, el cual conserva hasta la actualidad.
A pesar de que el auge económico del municipio ha sufrido una disminución debido a la gestión deficiente de los entes gubernamentales y a la crisis económica que ha afectado a Venezuela en años recientes, sigue siendo un lugar tranquilo para vivir.

## Economía
En esta región se han establecido industrias y complejos en sectores como el textil, además de granjas y diversas actividades comerciales, bancarias, turísticas y mineras, lo que ha permitido su consolidación como una zona industrial.
Esta área industrial se encuentra dividida en tres sectores principales:
- Zona industrial municipal, dedicada a la producción y comercio local.
- Conglomerado industrial de Corpoindustria, que agrupa diversas empresas del sector manufacturero y de servicios.
- Zona industrial textil, especializada en la fabricación y procesamiento de productos textiles.

## Historia
El municipio Tinaquillo nace el 20 de enero de 1894, con el nombre de municipio Falcón, cuando se instala el primero Concejo Municipal del entonces distrito Falcón.
El primer alcalde electo por votación universal en el municipio Falcón fue Carlos Ortega en 1989 quien comenzaría a ejercer su mandato en 1990, desde ese momento han sido electos otros seis alcaldes:

## Política y Gobierno

### Alcaldes
| Período     | Alcalde             | Partido         | % de votos | Notas |
| ----------- | ------------------- | --------------- | ---------- | --- |
| 1989 - 1992 | Carlos Ortega       | Copei           | 39,60      | Primer alcalde bajo elecciones directas |
| 1992 - 1995 | Carlos Ortega       | Copei           | 46,25      | Reelecto |
| 1995 - 2000 | Fernando Feo        | AD              | -          | Segundo alcalde bajo elecciones directas (se realizaron elecciones generales adelantadas en el 2000 debido a la aprobación de la Constitución de 1999) |
| 2000 - 2004 | Dimas Ramos         | MVR             | 42,18      | Tercer alcalde bajo elecciones directas |
| 2004 - 2008 | José Gonzalo Mujica | TINAQUILLO ES I | 42,43      | Cuarto alcalde bajo elecciones directas |
| 2008 - 2013 | Carlos Añez         | PSUV            | 49,04      | Quinto alcalde bajo elecciones directas (se postergan 1 año las elecciones municipales pautadas para finales del 2012)                                 |
| 2013 - 2017 | Luis Yoyotte        | PSUV            | 57,58      | Sexto alcalde bajo elecciones directas |
| 2017 - 2021 | Luis Yoyotte        | PSUV            | 86,82      | Reelecto |
| 2021 - 2024 | Fernando Feo        | AD MUD          | 48,20      | Séptimo alcalde bajo elecciones directas. Detenido en 2024.                                                                                            |
| 2024 - 2025 | Laura Guerra        | PJ              | -          | Alcaldesa encargada. |
| 2025        | Moisés Pinto        | AD              | -          | Asume en ejecución de sentencia del Tribunal Contencioso Administrativo.                                                                               |
| 2025 - 2029 | Lizardo Rojas Feo   | VVC             |            | Octavo alcalde bajo elecciones directas |

### Concejo municipal
Período 1989 - 1992
| Concejales:            | Partido político / Alianza |
| ---------------------- | -------------------------- |
| Eloina León            | COPEI                      |
| Argenis Pérez Martínez | COPEI                      |
| Argenis Villegas       | COPEI                      |
| José Vicente Sandoval  | COPEI                      |
| Thibaldo Mijares       | AD                         |
| Anibel Jiménez         | AD                         |
| Jesus Soto             | AD                         |
| Hector Campos          | AD                         |
| Yovanny Ochoa          | MAS                        |

Período 1992 - 1995
| Concejales:            | Partido político / Alianza |
| ---------------------- | -------------------------- |
| José Lira              | AD                         |
| Fernando Feo Henríquez | AD                         |
| Ezequiel Belisario     | AD                         |
| Alfredo Benitez        | AD                         |
| Eleazar Licón          | COPEI                      |
| José Yuncosar          | COPEI                      |
| Argenis Velasquez      | COPEI                      |
| Maria Ochoa            | MAS                        |
| Francisco Párraga      | M.I.V - M.R.N              |

Período 1995 - 2000
| Concejales:         | Partido político / Alianza |
| ------------------- | -------------------------- |
| Luis Montero        | AD                         |
| Juan Pérez          | AD                         |
| Efrain Sandoval     | AD                         |
| Hermes Aparició     | AD                         |
| Franklin León       | COPEI                      |
| Cesar Delgado       | COPEI                      |
| José Abelardo Diego | MIC                        |
| Robert Salazar      | MIC                        |
| Victor Valera       | CONVERGENCIA               |

Período 2000 - 2005
| Concejales:         | Partido político / Alianza |
| ------------------- | -------------------------- |
| Reyes Mena          | MVR                        |
| Julio Flores        | MVR                        |
| Jesús Oviedo        | MVR                        |
| José Abelardo Diego | MIC                        |
| Jairo Barrios       | MIC                        |
| Eleazar Lincon      | MIC                        |
| Guillermo Riera     | AD                         |

Período 2005 - 2013
| Concejales:     | Partido político / Alianza |
| --------------- | -------------------------- |
| Yris Diego      | TINAQUILLO ES I            |
| Alberto Sánchez | TINAQUILLO ES I            |
| Rafael Ordóñez  | TINAQUILLO ES I            |
| Guillermo Riera | TINAQUILLO ES I            |
| Carlos Peña     | MBR200                     |
| Judith Vegas    | MBR200                     |
| Vilma Pàrraga   | MVR                        |

Período 2013 - 2018
| Concejales       | Partido político / Alianza |
| ---------------- | -------------------------- |
| Marcos Rodríguez | PSUV                       |
| John Moreno      | PSUV                       |
| Helen Pérez      | PSUV                       |
| Nestor Bolívar   | PSUV                       |
| Luz Pabon        | PSUV                       |
| Oswaldo Andara   | PSUV                       |
| Valeria Macía    | PSUV                       |
| Carlos Peña      | PSUV                       |
| Julia Silva      | AD/MUD                     |

Período 2018 - 2021
| Concejales        | Partido político / Alianza |
| ----------------- | -------------------------- |
| Carmen Pulido     | PSUV                       |
| Raul Berrueta     | PSUV                       |
| Yessica Diaz      | PSUV                       |
| Marcos Rodríguez  | PSUV                       |
| Eglis García      | PSUV                       |
| Giovanni Cazzetta | PSUV                       |
| Antonio Camacho   | PSUV                       |
| Yuliana Reyes     | PSUV                       |
| Victor Domínguez  | PSUV                       |

Periodo 2021 - 2025
| Concejales:   | Partido político / Alianza |
| ------------- | -------------------------- |
| Laura Guerra  | MUD                        |
| José Armas    | MUD                        |
| Edgar Machado | MUD                        |
| Zulay Blanco  | MUD                        |
| Lizardo Rojas | MUD                        |
| Antonio Pérez | MUD                        |
| Moises Pintó  | MUD                        |
| José Valdallo | PSUV                       |
| Yessica Díaz  | PSUV                       |

## Símbolos del municipio

### Bandera

Fue creada por el artista plástico Pedro Enrique Gramcko Almeida y adoptada por la Cámara Municipal en el mes de marzo del 2002 según Gaceta Municipal, Año MMII, de fecha 22 de abril de 2002. Sus características son las siguientes: Un Triángulo isósceles en sentido horizontal que evoca la imagen de una saeta, significa la voluntad del pueblo tinaquillero de marchar con firmeza y tesón, arropado por el color azul, cuyo significado heráldico equivale a un realismo, majestad y hermosura, elementos que espiritualmente son característica de nuestro pueblo. El sol amarillo de 16 rayos convergentes, significado de la riqueza, la pureza, fe, constancia y fuerza, evoca el ardiente sol llanero. El color naranja compuesto por los colores amarillo y rojo, amalgama en sí el significado de ambos, representando el rojo: ardimiento, valor, intrepidez y sacrificio, virtudes que han caracterizado a quienes dieron su cuota de sangre durante la emancipación

### Escudo

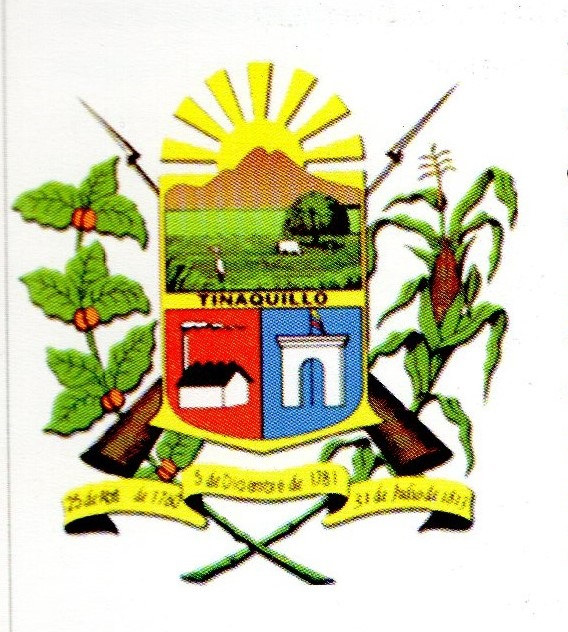
Escudo de Tinaquillo

Creado por la artista plástico Yelitza Díaz, fue promulgado según Ordenanza Municipal del 23 de julio de 1993 y publicado en la Gaceta Municipal, Año XVII, N.º Extraordinario 2, de fecha 31 de julio de 1993. Sus características son: blasón dividido en tres cuarteles.

## Arco de Taguanes
En la batalla de Taguanes el pueblo de Tinaquillo presencia la audacia de los lanceros comandados por los generales Atanasio Girardot, Fernando Figueredo y Rafael Urdaneta, quienes a dos de caballo alcanzan en las sabanas de Taguanes al coronel Julián Izquierdo, comandante del ejército español y le causan la derrota en esta árida llanura donde el entonces sargento José Laurencio Silva cumple hazañas de valor .
El monumento o arco de Taguanes fue construido en 1913 para conmemorar los 100 años de la batalla que se realizó el 31 de julio de 1813.